# Pavel Samuilovič Uryson
Pavel Samuilovič Urysohn in russo Павел Самуилович Урысон? (Odessa, 3 febbraio 1898 – Batz-sur-Mer, 17 agosto 1924) è stato un matematico russo.
Studiò all'Università di Mosca dal 1915 al 1921 avendo come maestro Nikolai Luzin e, dopo aver conseguito la laurea in matematica, vi insegnò anche per qualche anno.
All'inizio degli anni '20 del secolo scorso fondò, con Pavel Alexandrov, la scuola moscovita di topologia e coniarono la moderna definizione di compattezza.
Proprio in topologia diede numerosi e fondamentali contributi, nonostante la sua fine prematura. È ricordato per il Lemma di Urysohn, primo teorema della topologia generale che ha una dimostrazione non banale; e anche nel termine topologico Dimensione di Menger-Urysohn.
Morì per annegamento sulle coste della Bretagna.